# Tillandsia purpurea
Tillandsia purpurea är en gräsväxtart som beskrevs av Hipólito Ruiz López och Pav.. Tillandsia purpurea ingår i släktet Tillandsia och familjen Bromeliaceae. Inga underarter finns listade i Catalogue of Life.

## Bildgalleri

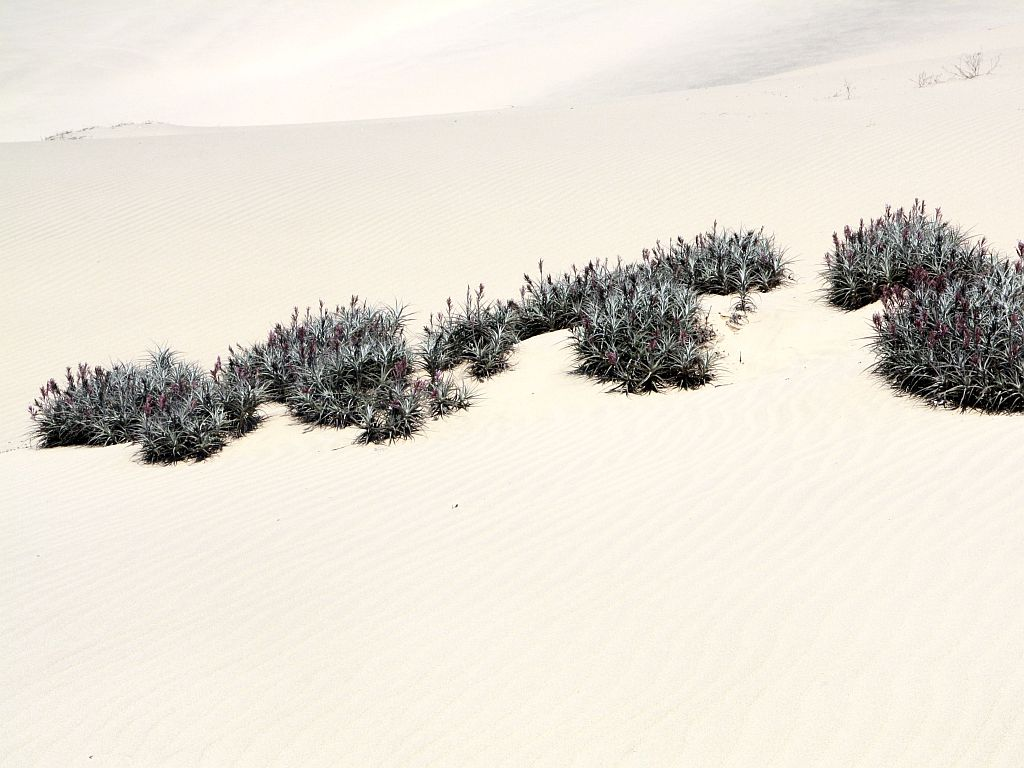
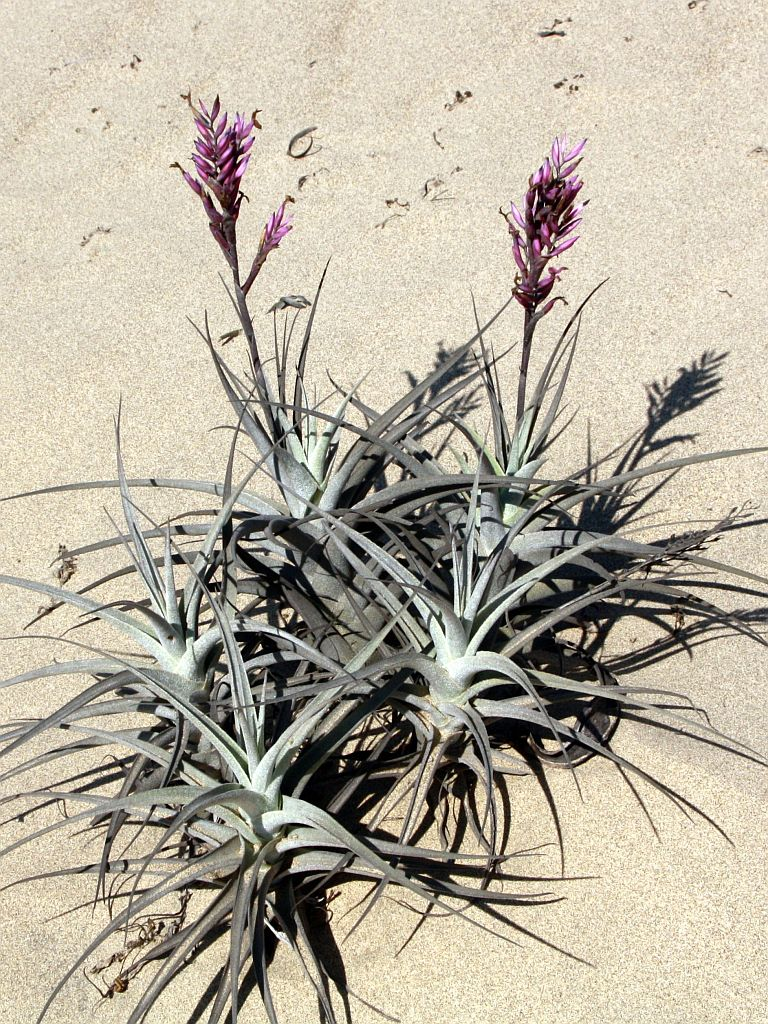
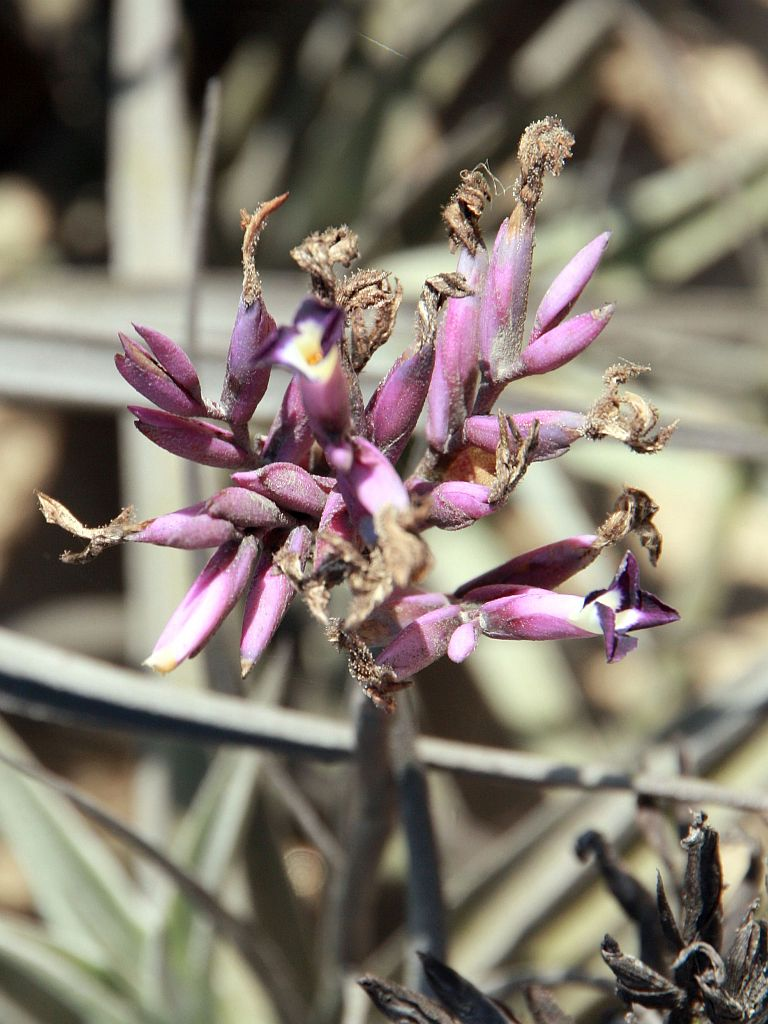